# Condado de Cameron (Texas)

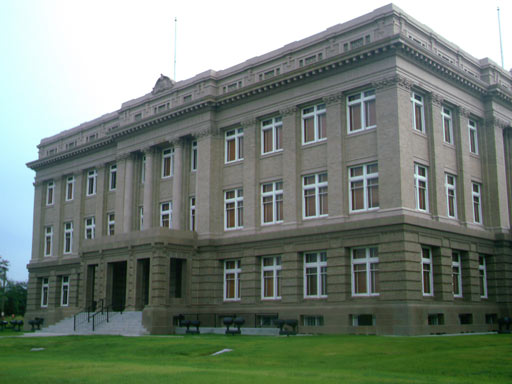
Oscar C. Dancy Courthouse

El condado de Cameron es uno de los 254 condados del estado estadounidense de Texas. La sede del condado es Brownsville, al igual que su mayor ciudad. El condado tiene un área de 3.306 km² (de los cuales 960 km² están cubiertos de agua), una población de 335.227 habitantes, para una densidad de población de 143 hab/km² (según censo nacional de 2000). Este condado fue fundado en 1848.

## Demografía
Para el censo de 2000, había 335.227 personas, 97.267 cabezas de familia, y 79.953 familias residiendo en el condado. La densidad de población era de 370 habitantes por milla cuadrada.
La composición racial del condado era:
- 80,29% blancos
- 0,48% negros o negros americanos
- 0,44% nativos americanos
- 0,48% asiáticos
- 0,03% isleños
- 15,98% otras razas
- 2,30% de dos o más razas.

Había 97.267 cabezas de familia, de las cuales el 45,80% tenían menores de 18 años viviendo con ellas, el 60,80% eran parejas casadas viviendo juntas, el 17,40% eran mujeres cabeza de familia monoparental (sin cónyuge), y 17,80% no eran familias.
El tamaño promedio de una familia era de 3,81 miembros.
En el condado el 33,80% de la población tenía menos de 18 años, el 10,50% tenía de 18 a 24 años, el 26,80% tenía de 25 a 44, el 17,80% de 45 a 64, y el 11,10% eran mayores de 65 años. La edad promedio era de 29 años. Por cada 100 mujeres había 91,90 hombres. Por cada 100 mujeres mayores de 18 años había 86,30 hombres.

## Economía
Los ingresos medios de una cabeza de familia del condado eran de USD$26.155 y el ingreso medio familiar era de $27.853. Los hombres tenían unos ingresos medios de $22.755 frente a $18.182 de las mujeres. El ingreso per cápita del condado era de $10.960. El 28,20% de las familias y el 33,10% de la población estaban debajo de la línea de pobreza. Del total de gente en esta situación, 43,10% tenían menos de 18 y el 22,90% tenían 65 años o más.

## Localidades

### Ciudades
- Brownsville
- Harlingen
- La Feria
- Los Fresnos
- Palm Valley
- Port Isabel
- Río Hondo
- San Benito

### Pueblos
- Bayview
- Combes
- Indian Lake
- Laguna Vista
- Los Indios
- Primera
- Rancho Viejo
- Santa Rosa
- South Padre Island
- Starbase

### Lugares designados por el censo
| - Arroyo Colorado Estates - Arroyo Gardens-La Tina Ranch - Bixby - Bluetown-Iglesia Antigua - Cameron Park - Chula Vista-Orason - Del Mar Heights - El Camino Angosto - Encantada-Ranchito El Calaboz - Grand Acres | - Green Valley Farms - La Feria North - La Paloma - Lago - Laguna Heights - Las Palmas-Juarez - Lasana - Laureles - Lozano - Olmito | - Ratamosa - Reid Hope King - San Pedro - Santa Maria - Solis - South Point - Tierra Bonita - Villa del Sol - Villa Pancho - Yznaga |

### Áreas no incorporadas
- Arroyo City
- Rangerville